# بنتون‌ویل (اوهایو)
بنتون‌ویل، اوهایو (انگلیسی: Bentonville, Ohio)یک مکان تعیین شده برای سرشماری است که در شمال شهر، شهرستان اسپریگ آدامز در اوهایو، ایالات متحده واقع شده‌است. از سرشماری سال ۲۰۱۰ جمعیت آن ۳۲۷ نفر بود. اگر چه این محل ثبت قانونی نشده‌است، اما اداره پست‌آن با کد پستی ۴۵۱۰۵ است.
بنتونویل در شاهراه اتوبان دولتی ۴۱ و ۱۳۶ واقع شده‌است. آنها راه‌ها همزمان، به مسیرهای جداگانه در لبه جنوبی بنتونویل تقسیم می‌شوند.